# Тенчкі
Тенчкі (пол. Tęczki) — село в Польщі, у гміні Збучин Седлецького повіту Мазовецького воєводства.
Населення — 231 особа (2011).
У 1975-1998 роках село належало до Седлецького воєводства.

## Демографія
Демографічна структура станом на 31 березня 2011 року:
|          | Загалом | Допрацездатний вік | Працездатний вік | Постпрацездатний вік |
| -------- | ------- | ------------------ | ---------------- | -------------------- |
| Чоловіки | 131     | 22                 | 86               | 23                   |
| Жінки    | 100     | 16                 | 52               | 32                   |
| Разом    | 231     | 38                 | 138              | 55                   |